# Żona idealna
Żona idealna (ang. The Good Wife) – amerykański serial telewizyjny, emitowany przez stację CBS od 22 września 2009 do 8 maja 2016. Został wyprodukowany przez CBS Television Studios. W Polsce Żona idealna emitowana była od 20 stycznia 2010 do 30 maja 2016, najpierw na kanale Hallmark Channel, a później na Universal Channel.
Serial otrzymał bardzo pozytywne recenzje i wiele nagród, w tym Nagrodę Emmy za najlepszą pierwszoplanową rolę żeńską dla Julianny Margulies (2011, 2014), za najlepszą drugoplanową rolę żeńską dla Archie Panjabi (2010) oraz za najlepszą gościnną rolę żeńską dla Marthy Plimpton (2012) i Carrie Preston (2013). Ponadto za swoją rolę Margulies zdobyła Złoty Glob dla najlepszej aktorki pierwszoplanowej w serialu dramatycznym (2009). Serial łącznie otrzymał 28 nagród i 185 nominacji do różnych wyróżnień.
6 września 2017 rozpoczęła się emisja spin-offu serialu pt. Sprawa idealna (The Good Fight).

## Fabuła
Alicia Florrick po trzynastu latach przerwy na wychowanie dzieci wraca do pracy, by utrzymać siebie i rodzinę po tym, jak jej mąż Peter, prokurator generalny hrabstwa Cook, trafił do więzienia za przestępstwo korupcyjne i skandal na tle seksualnym. Dzięki koneksjom Alicia zostaje zatrudniona w kancelarii adwokackiej Stern, Lockhart & Gardner w Chicago. Współwłaścicielem firmy jest Will Gardner, dawna miłość Alicii z czasów studiów w Georgetown i jednocześnie jej mentor w kancelarii. Alicia otrzymuje stanowisko młodszego współpracownika, podobnie jak Cary Agos, młody i ambitny absolwent Harvardu. Jak się okazuje, obydwoje zostali zatrudnieni jedynie na pół roku i po tym czasie posadę obejmie tylko jedno z nich.
Z kolei w życiu rodzinnym Alicia zmaga się z trudną i niezręczną sytuacją, jaką spowodował jej mąż. Rodzina Florricków zmuszona jest z powodów finansowych przenieść się z komfortowego i dużego domu na prestiżowym przedmieściu Highland Park do wieżowca w centrum Chicago. Napiętą sytuację podtrzymuje matka Petera, Jackie Florrick, która pomaga Alicii w wychowaniu dzieci, ale też wtrąca się do ich życia i ignoruje zalecenia swojej synowej.
Peter Florrick odwołuje się od swojego wyroku. Zostaje zwolniony z więzienia pod elektronicznym nadzorem dzięki postawie Alicii, która zeznaje w sądzie, że przyjmie go pod swoim dachem jako ukochanego męża. Wkrótce Peter decyduje się ponownie kandydować na stanowisko prokuratora. Aby mógł to osiągnąć, jego życie rodzinne musi być bez skazy. Jednak sprawy komplikują się, gdy Alicia decyduje się na separację z Peterem i nawiązuje romans z Willem.

## Obsada

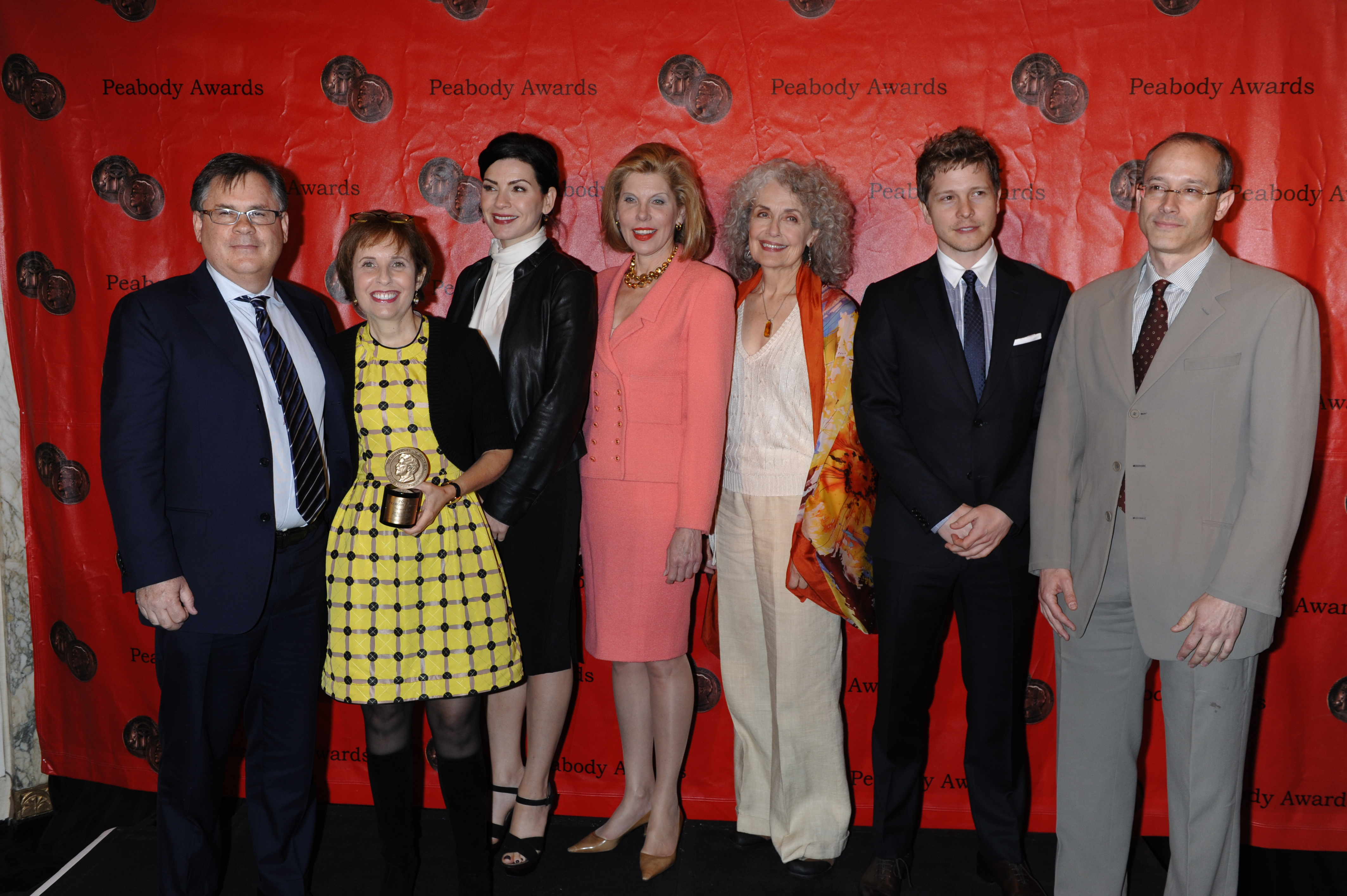
Od lewej: Robert & Michelle King (twórcy serialu), Julianna Margulies, Christine Baranski, Mary Beth Peil, Matt Czuchry i David W. Zucker

- Julianna Margulies jako Alicia Florrick (z domu: Cavanaugh)
- Chris Noth jako jej mąż, Peter Florrick
- Matt Czuchry jako Cary Agos
- Josh Charles jako Will Gardner (sezony 1÷5)
- Christine Baranski jako Diane Lockhart
- Archie Panjabi jako Kalinda Sharma (sezony 1÷6)
- Graham Phillips jako Zach Florrick
- Makenzie Vega jako Grace Florrick
- Alan Cumming jako Eli Gold
- Michael Ealy jako Derrick Bond (sezon 2)
- Amanda Peet jako Laura Hellinger
- Stockard Channing jako Veronica Loy, matka Alicii
- Michael J. Fox jako adwokat Louis Canning

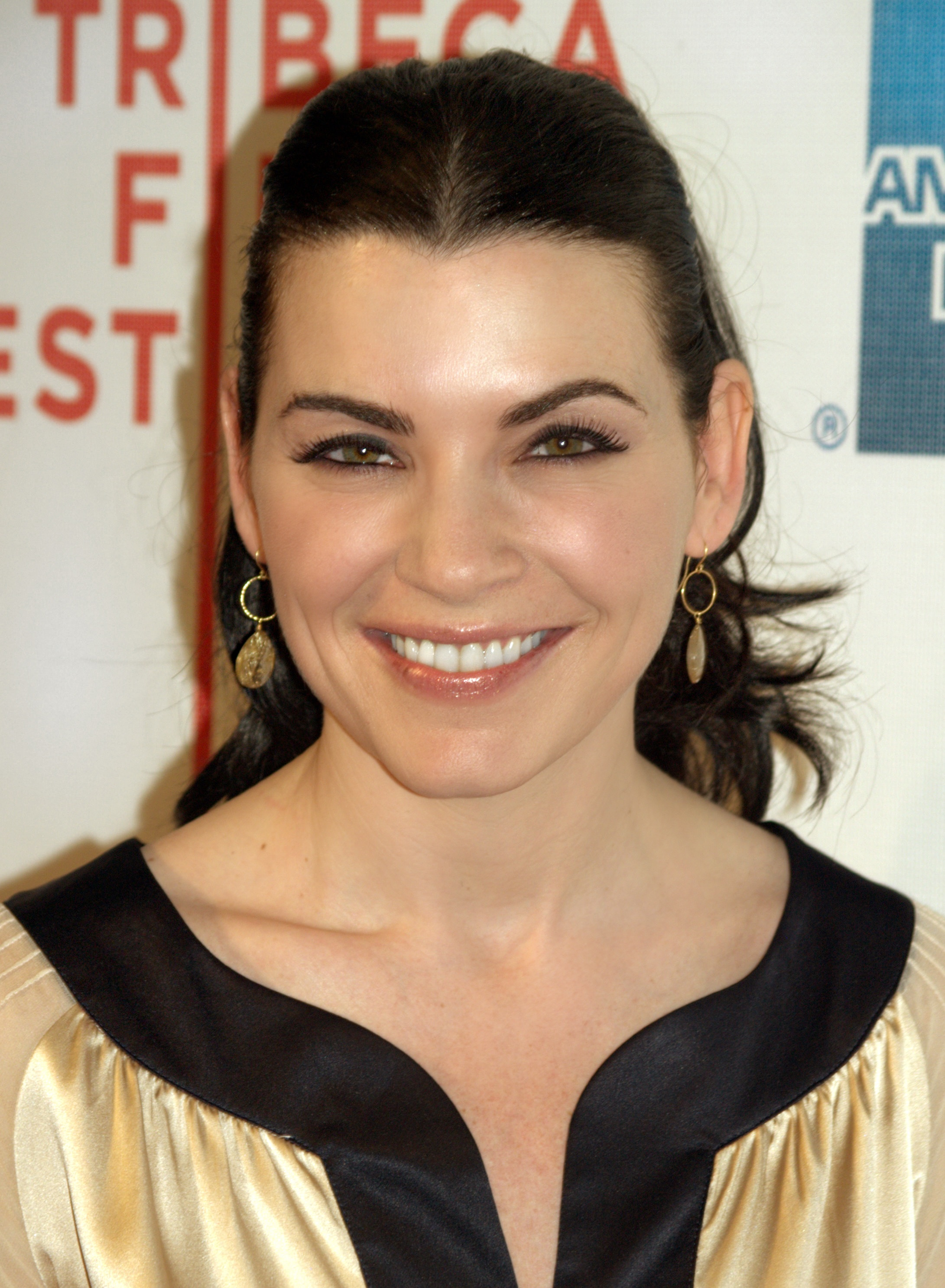
Julianna Margulies to tytułowa żona idealna
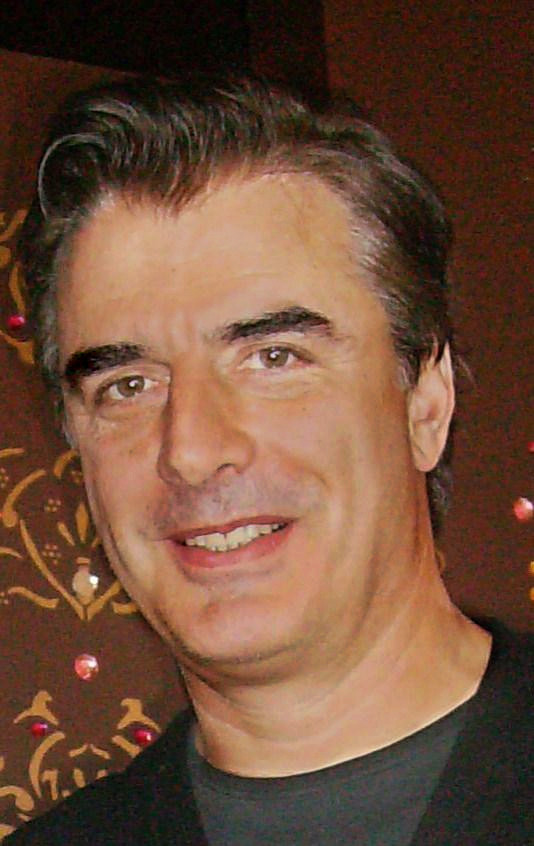
Chris Noth jako jej mąż: Peter Florrick
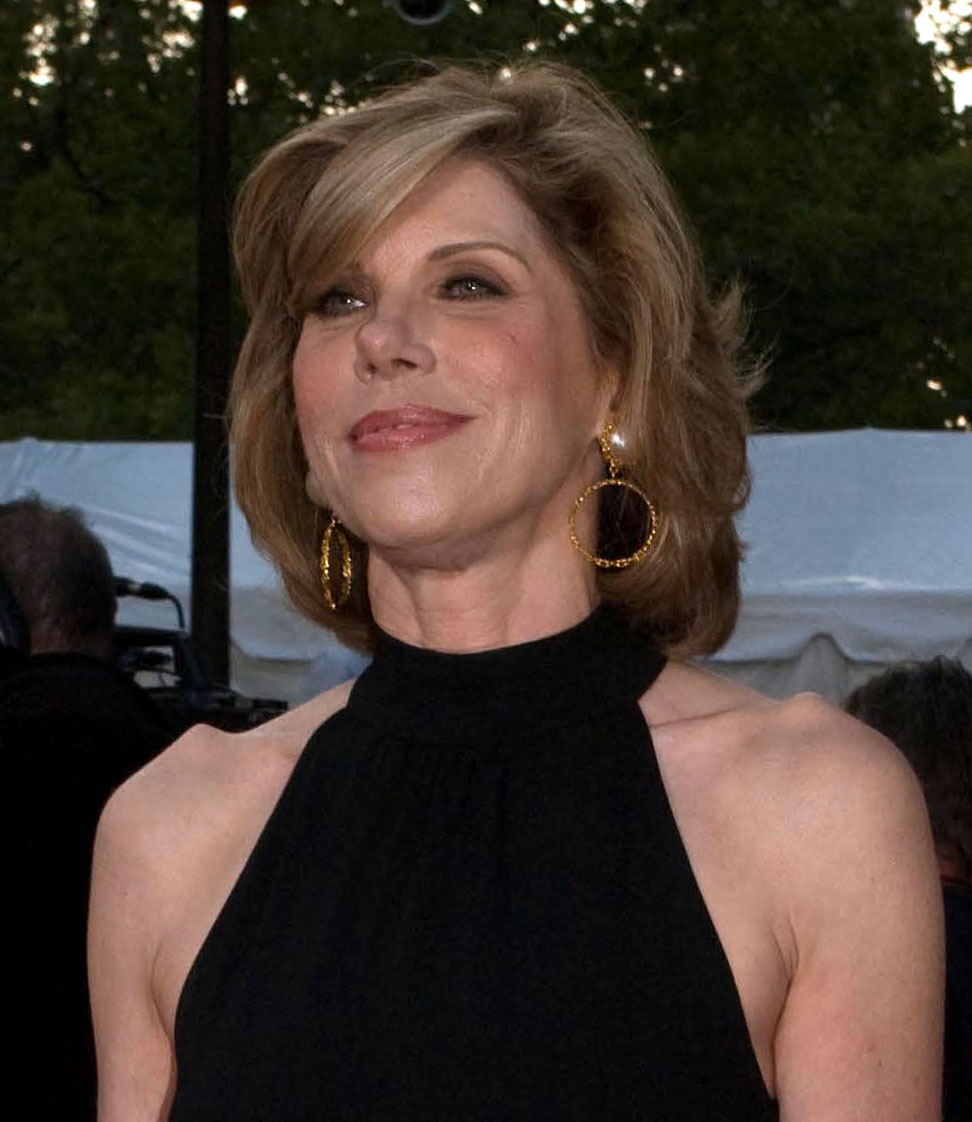
Christine Baranski jako prawniczka Diane Lockhart
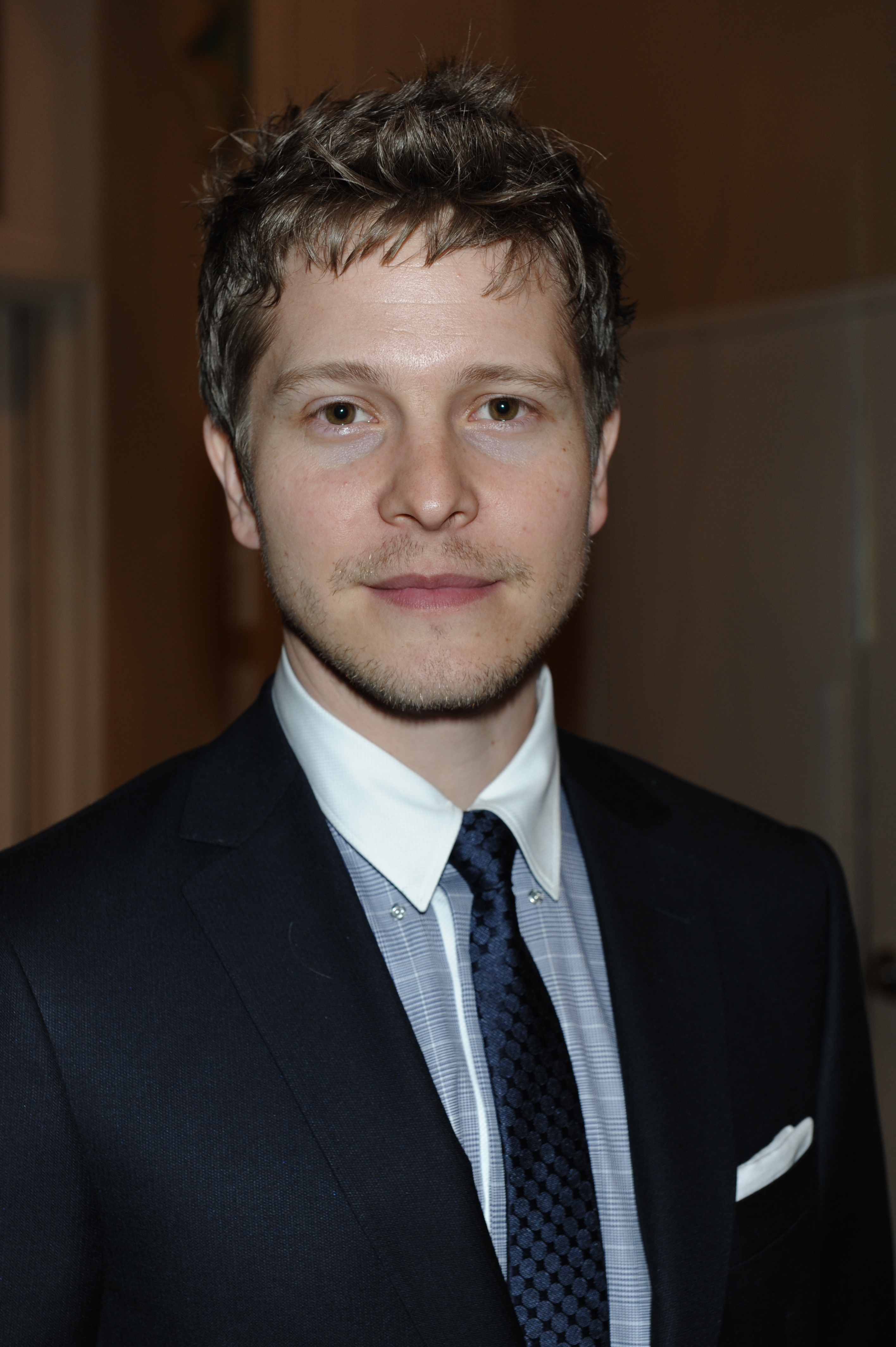
Matt Czuchry jako Cary Agos

## Powiązane
W 2016 roku powstał południowokoreański remake, serial zatytułowany The Good Wife (굿 와이프, Gut waipeu). Ten 16-odcinkowy serial emitowany był na kanale tvN w piątki i soboty od 8 lipca do 27 sierpnia 2016 roku. Główne role w serialu odegrali: Jeon Do-yeon, Yoo Ji-tae oraz Yoon Kye-sang.